# Бус (комуна)
Бус (люксемб. Bus, фр. Bous, нім. Bous) — комуна Люксембургу. Входить до складу кантону Реміх в окрузі Гревенмахер.

## Географія
Площа території комуни становить 15,43 км² (78-е місце за цим показником серед 116 комун Люксембургу).
Висота найвищої точки комуни над рівнем моря становить 294 метрів (112-е місце за цим показником серед комун країни), найнижчої — 150 метрів (10-е місце).

## Демографія
Станом на 2011 рік на території комуни мешкало 1 372 ос.
Динаміка чисельності населення:

## Адміністративний поділ
До складу комуни входять такі поселення:
| Поселення  | Населення за даними переписів: | Населення за даними переписів: | Населення за даними переписів: |
| Поселення  | на 31.03.1981                  | на 01.03.1991                  | на 15.02.2001                  |
| ---------- | ------------------------------ | ------------------------------ | ------------------------------ |
| Ассель     | 116                            | 114                            | 157                            |
| Бус        | 350                            | 381                            | 505                            |
| Ерпельданж | 206                            | 256                            | 323                            |
| Роллінг    | 75                             | 82                             | 106                            |